# Медник масковий
Ме́дник масковий (Lichenostomus cratitius) — вид горобцеподібних птахів родини медолюбових (Meliphagidae). Ендемік Австралії.

## Опис

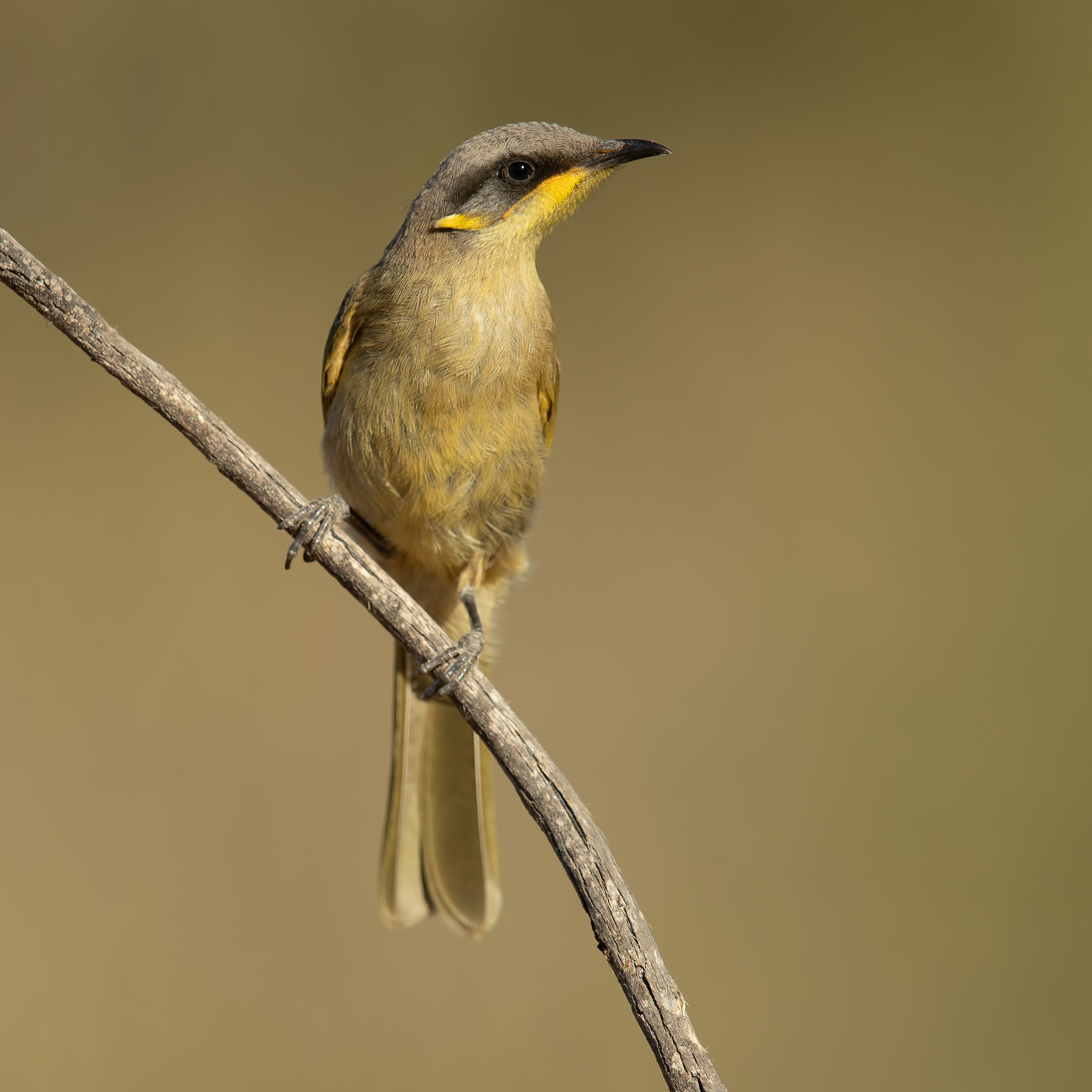
Масковий медник

Довжина птаха становить 16-19 см, самці важать 19,5-25 г. Верхня частина тіла переважно сіро-оливкова, нижня частина тіла вохристо-жовта. Через очі ідуть широкі чорні смуги, відділені від жовтого горла тонкими пурпуровими смужками, на скронях жовті плями. Молоді птахи мають більш коричневе забарвлення, обличчя у них більш тьмяне. Представники підвиду L. c. cratitius мають більші розміри і темніше забарвлення, ніж представники номінативного підвиду.

## Підвиди
Виділяють два підвиди:
- L. c. occidentalis Cabanis, 1851 — південь Австралії;
- L. c. cratitius (Gould, 1841) — острів Кенгуру.

## Поширення і екологія
Маскові медники мешкають на півдні Австралії, від півдня Західної Австралії до Вікторії і Нового Південного Уельсу. Вони живуть в чагарникових заростях і лісах маллі, переважно в заростях Eucalyptus behriana з додаванням Eucalyptus viridis і Eucalyptus polybractea. Також вони зустрічаються в заростях Eucalyptus leucoxylon, Melaleuca decussata і Melaleuca wilsonii в долинах і ярах, в заростях Eucalyptus camaldulensis на берегах річок, сезонно в лісах Eucalyptus tricarpa в період їх цвітіння та в садах.
Маскові медники зустрічаються парами або зграйками до 8 птахів. Вони регулярно п'ють воду і купаються, особливо під час теплої погоди. Маскові медники іноді приєднуються до змішаних зграй птахів разом зі смугастоволими медниками і бронзовими медовками, однак можуть бути агресивними по відношенню до інших медолюбів.
Маскові медники живляться переважно комахами і нектаром, особливо евкаліптів маллі і банксій. Вони шукають комах на гілках дерев і під корою або ловлять в польоті. Іноді вони доповнюють свій раціон насінням, пилком і паддю червців.
Гніздо маскових медників має чашоподібну форму. робиться з кори, трави і пуху, скріплюється павутинням підвішується в розвилці між тонкими гілочками на висоті до 3 м над землею.

## Збереження
МСОП і австралійський уряд загалом класифікують цей вид як такий, що не потребує особливого захисту зі збереження. Однак підвид L. m. cassidix класифікується Австралією і штатом Вікторія як такий, що перебуває під загрозою зникнення. Це найбільший підвид жовточубого медника, а його популяція нараховує менше 170 птахів, що мешкають в заповіднику Єлінґбо, а також в неволі в заповіднику Гілсвілл.